# Sext Vari Marcel
Sext Vari Marcel (en llatí: Sextus Varius Marcellus) va ser un magistrat romà del segle ii i III. Era el pare natural d'Elagàbal, emperador que inicialment portava el nom de Vari Avit Bassià. Estava casat amb Júlia Soèmies.
Era parent de Septimi Sever, que el va enviar a Britànnia, on a fer funcions de procurador imperial i va ajudar a Viri Llop que tenia dificultats a l'illa. El càrrec de procurator el va exercir diverses vegades i va ser admès al senat. Els seus títols es conserven en una inscripció bilingüe descoberta a Velitres al segle xviii. El seu nom es va conservar a les Thermae Varianae a Itàlia.